# 川﨑孝之
- 川崎孝之

川﨑 孝之（かわさき たかゆき、1991年10月1日 - ）は、愛知県半田市出身の陸上フィギュアスケーターである。
当時大学1年生であった2010年11月より活動を開始し、現在まで陸上フィギュアスケートの普及に努めている。陸上フィギュアスケートを始めたきっかけは、安藤美姫を通じてフィギュアスケートに興味を持ったためである。
2016年3月28日の朝日新聞夕刊にその記事が掲載されたことから注目を集め、その後多くのメディアに出演した。ゴゴスマ、情報7days ニュースキャスターに出演した際には、町田樹のショートプログラム「エデンの東」を、スッキリ!!では羽生結弦のショートプログラム「パリの散歩道」を披露した。
交流もある安藤美姫を最も尊敬するスケーターとし、多くのプログラムに影響を受けてきた。町田樹やキムヨナなど、踊れるプログラム楽曲は30曲以上ある。